# Station Sochaczew Chodaków
Station Sochaczew Chodaków is een spoorwegstation in de Poolse plaats Sochaczew.